# Kisfaludy Lajos
Kisfaludy Lajos (Sajógömör [Gemer], Szlovákia, 1924. augusztus 30. – Budapest, 1988. október 30.) vegyészmérnök, gyógyszervegyész, a kémiai tudomány kandidátusa (1963) és doktora (1975), a Magyar Tudományos Akadémia levelező tagja. A 20. századi magyar gyógyszervegyészet kimagasló jelentőségű alakja, több peptidhormon kémiai szintézisének kidolgozása és számos gyógyszer fejlesztése fűződik a nevéhez.

## Életútja
Középiskoláit a rimaszombati evangélikus gimnáziumban végezte, s 1943-ban kezdte meg vegyészmérnöki tanulmányait a budapesti József Nádor Műszaki és Gazdaságtudományi Egyetemen. 1944–1945 után mozgósították, s előbb katonaként Ausztriába került, majd hadifogollyá nyilvánították. 1945. júliusában térhetett haza, a következő évben családját a magyar–csehszlovák lakosságcsere-egyezmény értelmében Budapestre telepítették. 1945 után tovább folytatta tanulmányait a műegyetemen, s vegyészmérnöki oklevelét 1948-ban vette át. Már 1947-től az egyetem szerveskémiai intézetének demonstrátora volt, 1948 után pedig tanársegédként, majd 1950-től adjunktusként – egyúttal a Magyar Tudományos Akadémia kutatási ösztöndíjával – oktatott az intézetben, Zemplén Géza munkatársaként. 1956-tól a Kőbányai Gyógyszerárugyár laboratóriumában dolgozott, 1958-ban pedig átvette és kutatóprofesszorként haláláig vezette a gyár I. számú szintetizálólaboratóriumát. 1965–1966-ban a New York-i St. John's Egyetem vendégkutatója volt. 1984-ben a Budapesti Műszaki Egyetem címzetes egyetemi tanára lett.

## Munkássága
Legjelentősebb tudományos eredményei és gyógyszervegyészeti fejlesztései szerves kémiai, s főként peptidkémiai kutatásaihoz fűződnek, kiemelkedő jelentőségűek az oldatfázisú peptidhormon-szintézis módszertanába általa bevezetett eljárások. Pályafutásának első szakaszában a szénhidrátok kémiájával foglalkozott, de korai eredményei között tartják számon az oxitocin szintézisének ipari körülmények közötti megvalósítását is. Kifejlesztett és peptidszintézisek során elsőként alkalmazott a fellépő reagensek támadását elhárító olyan védőcsoportokat, mint a benzil-oxi-karbonil-, a benziléter- és a fenil-észter-csoport egyes származékai. Ezek gyógyszerkémiai alkalmazását és hatásvizsgálatát kandidátusi disszertációjában (1963) foglalta össze.
Munkatársaival, Bajusz Sándorral és Medzihradszky Kálmánnal együtt az 1960-as években jelentősen hozzájárultak a mellékvese működését serkentő, az agyalapi mirigyben termelődő humán adrenokortikotrop hormon (ACTH) és több immunizáló hatású peptid szintéziséhez is. Gyógyszervegyészeti és farmakológiai szempontból további fontos kutatási eredményei közé tartozik az α-amino-oxisavak beépítése biológiailag aktív peptidekbe, az ACTH, tireotropin (TRH), pentagasztrin és angiotenzin analóg vegyületeinek előállítása, az oligopeptidek kapcsán az ún. gyors peptidszintézis módszertanának kidolgozása. Az általa fejlesztett peptidek és reagenseik kémiai szerkezetét, a polipeptidek atomjainak térbeli elrendeződését (konformáció), hatásmechanizmusát és mellékreakcióit is behatóan tanulmányozta. Közel nyolcvan gyógykészítmény előállítása, üzemesítése és szabadalmaztatása fűződik az ő és munkatársai nevéhez, ezek közül kiemelendő a Cavinton, az Eunoctin, a Seduxen, a Suprastin, vagy a már visszavont Rigedal.
A Kőbányai Gyógyszerárugyár vegyészmérnökeként az általa vezetett laboratóriumot belföldön és – az általa kiépített nemzetközi együttműködésnek köszönhetően – külföldön egyaránt elismert peptidkémiai kutatóhellyé fejlesztette. Oktatói tevékenysége szintén jelentős volt, előadásokat tartott a Budapesti Műszaki Egyetemen és az Eötvös Loránd Tudományegyetemen, de középiskolában is tanított. Pályája során önálló műve vagy monográfiája nem jelent meg, de több mint százötven szaktanulmányt és dolgozatot publikált.

## Társasági tagságai és elismerései
Tudományos érdemei elismeréseként 1982-ben a Magyar Tudományos Akadémia levelező tagjává választották. Tagja volt a Magyar Kémikusok Egyesületének. 1962-ben Akadémiai Díjjal tüntették ki, 1970-ben a mellékvesék működését serkentő emberi hormon (ACTH) első szintézisének megvalósításáért Bajusz Sándorral és Medzihradszky Kálmánnal megosztva Állami Díjat, 1988-ban pedig a Munka Érdemrend aranyfokozatát vehette át.

## Főbb művei
- Szerves kémiai laboratóriumi alapműveletek. Budapest, Budapesti Műszaki Egyetem, 1950, 36 p.
- Az elmélet és gyakorlat kapcsolata a peptidkémiában. Budapest, Akadémiai, 1985, 24 p. (akadémiai székfoglalója)

## További irodalom
- Görög Sándor: Kisfaludy Lajos. in: Magyar Tudomány XXXIV. 1989. 5. sz. 430–432.
- Lőw Miklós: Peptidgyógyszerek kutatása és fejlesztése a Richter Gedeon Rt.-ben: Kisfaludy Lajos akadémikus születésének 70. évfordulójára. in: Magyar Kémikusok Lapja XLIX. 1994. 10–11. sz. 437–445.
- Schőn István: Kisfaludy Lajos (1924–1988). in: Akadémiai műhely: Emlékbeszédek. Budapest, Magyar Tudományos Akadémia, 1998, 213–246.